# Zsarolyán
Zsarolyán là một thị trấn thuộc hạt Szabolcs-Szatmár-Bereg, Hungary. Thị trấn này có diện tích 6,39 km², dân số năm 2010 là 393 người, mật độ 62 người/km².